# Ryzomorfy

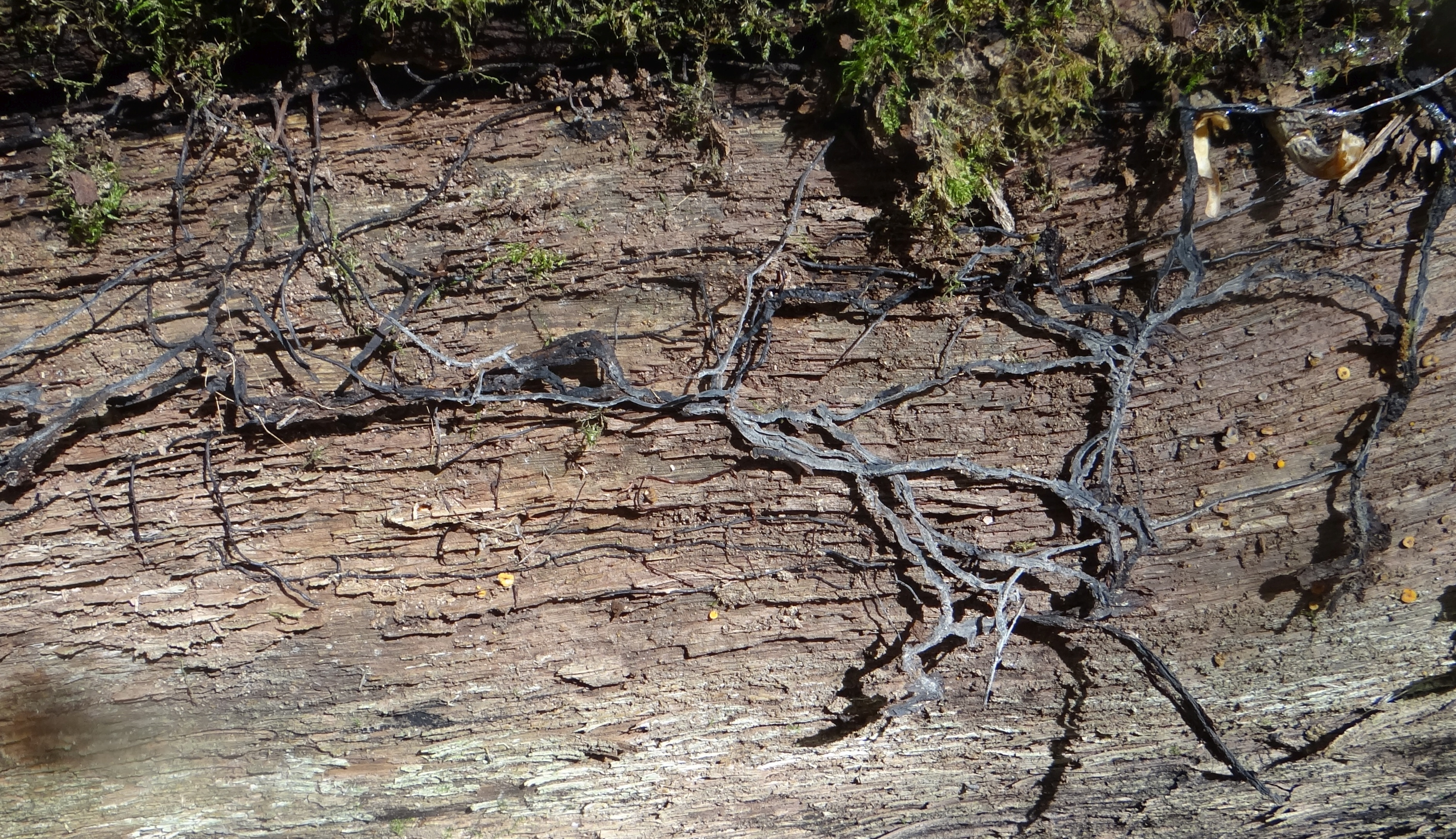
Ryzomorfy opieńki pod korą drzewa

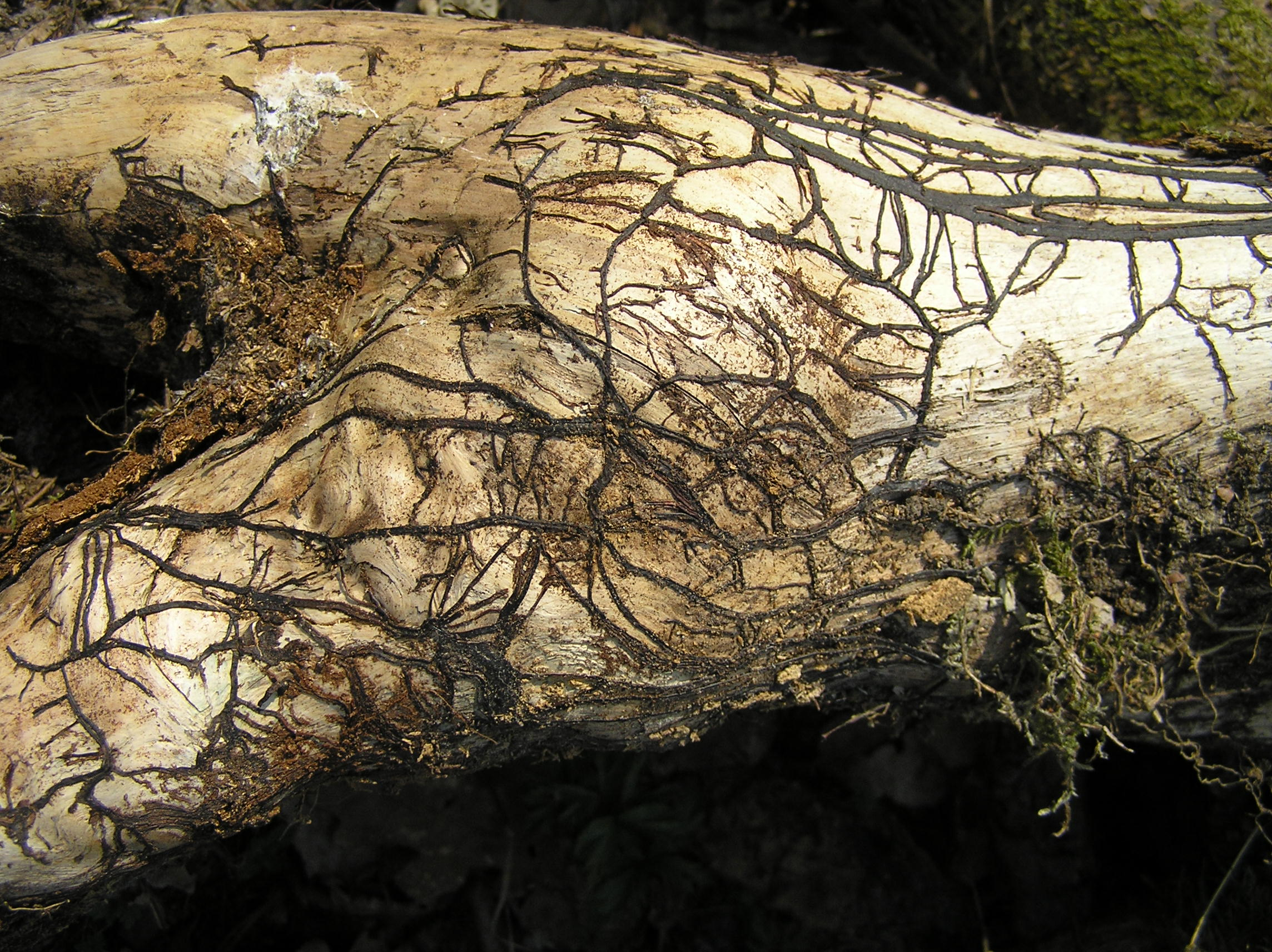
Ryzomorfy opieńki

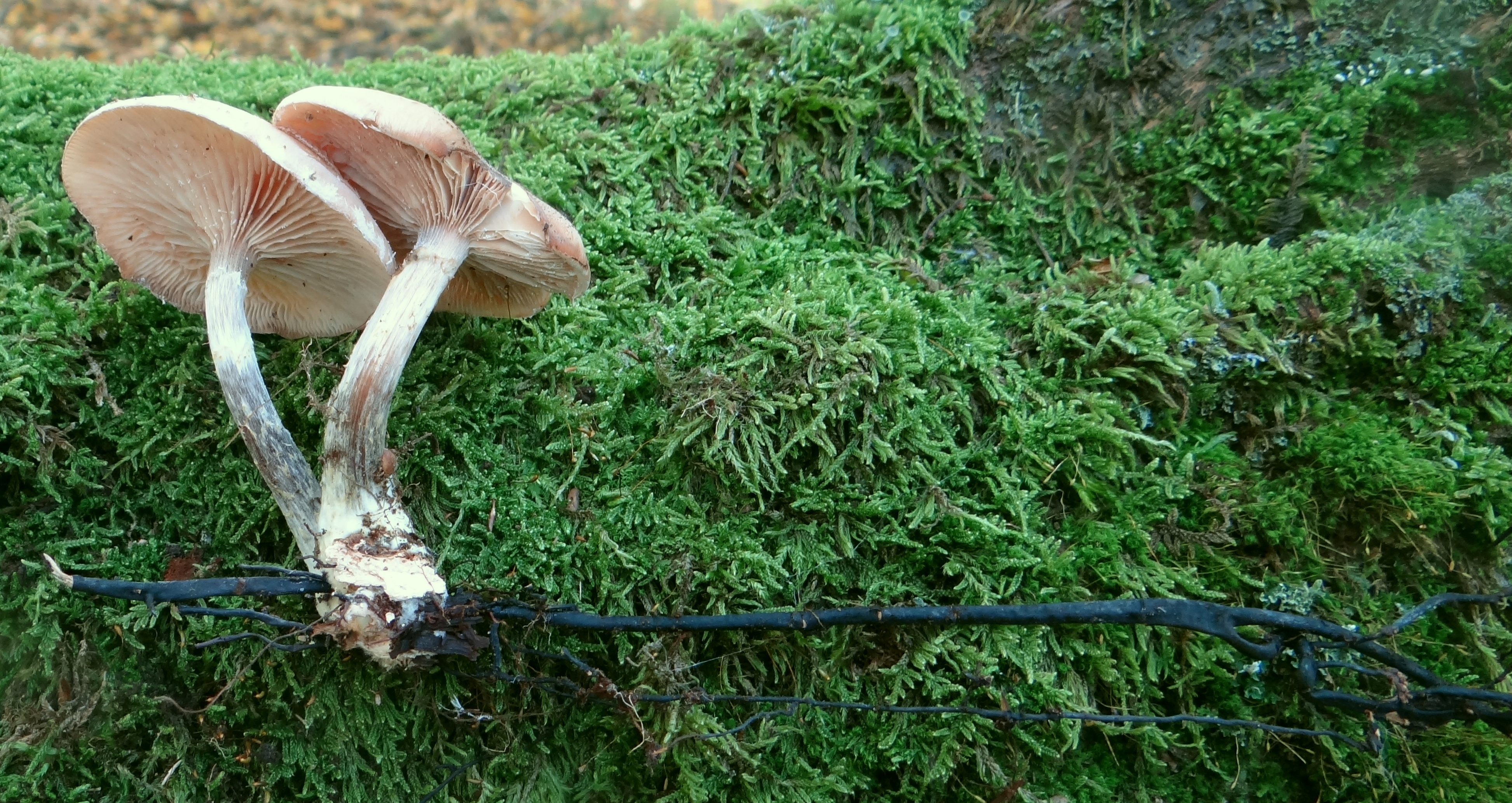
Owocniki opieńki z ryzomorfami

Ryzomorfy – twory o sznurowatym lub korzeniastym pokroju wyróżniane u grzybów i widliczkowców. Nazwa pochodzi od dwóch łacińskich słów: rhiza – korzeń i morphe – kształt.
U grzybów
Utworzone są z plektenchymy (zbitej warstwy grzybni) i zazwyczaj mają ciemny kolor. Rozrastają się w glebie, w spróchniałym drewnie, pod korą drzew, w szczelinach między deskami.
Mają złożoną budowę. Ich wierzchołek przypomina swoją strukturą wierzchołek wzrostu korzenia. Występuje na nim zbudowana z krótkich i rozgałęzionych strzępek struktura podobna do czapeczki. W budowie ryzomorfów wyróżnia się trzy warstwy:
- zewnętrzna, zbudowana z grubościennych i silnie wybarwionych strzępek nie przepuszczających wody ani składników odżywczych. Pełnią rolę ochronną;
- rdzeniowa, zbudowana z wiązki równoległych, cienkościennych strzępek generatywnych,
- centralna – zbudowana ze strzępek szkieletowych i szerokich strzępek rurowych o średnicy 10–30 μm, służących do przewodzenia substancji odżywczych i gazów[3].

Ryzomorfy wytwarzane przez opieńkę miodową (Armillaria mellea) są brunatnej barwy i tworzą rozgałęziające się sznury połączone poprzecznymi anastomozami. Są na przekroju poprzecznym okrągłe, ale gdy rosną pod korą drzew są spłaszczone pod jej ciśnieniem. W takim przypadku mogą nie posiadać warstwy zewnętrznej i mają biały kolor, gdyż odsłonięta jest warstwa rdzeniowa. W glebie mogą rozrastać się na duże odległości dosięgając sąsiednich drzew i opanowując je. Ryzomorfy stroczka domowego (Serpula lacrymans) mogą przemieszczać się po cegle, kamieniach, nawet po metalowych częściach, aż w końcu dosięgną drewna, w którym tworzą gęstą sieć strzępek.
Wyróżnia się 3 typy ryzomorfów:
- ryzomorfy grzybniowe – mogą przerastać podłoże (najczęściej gleba, drewno, rośliny), ale są w stanie przeniknąć nawet dość twarde podłoże, np. ścianę domu. Mogą się rozgałęziać, nawet obficie, a ich długość może wynosić do kilku metrów. Mogą się na nich tworzyć duże ilości owocników[3].
- ryzomorfy mykoryzowe – występują u grzybów mykoryzowych, zwykle pomiędzy sąsiednimi korzeniami rośliny, do których będący z nią w symbiozie grzyb wchodzi pojedynczymi strzępkami;
- ryzomorfy owocnikowe – są to równoległe wiązki cienkich strzępek, rosnące u nasady pojedynczych owocników (np. u podstawy trzonów grzybów kapeluszowych czy u podstawy owocnika purchawek Lycoperdon). Są podobne do sznurów grzybniowych[4] i czasami są z nimi utożsamiane[5][3].

U widliczkowcówRyzomorfy stanowią specyficzne, bezlistne odgałęzienia pędów, wyrastające w dolnej ich części. Po zetknięciu z podłożem z odgałęzień tych wyrastają korzenie.